# Giulia Quintavalle
Giulia Quintavalle, född den 6 mars 1983 i Livorno, Italien, är en italiensk judoutövare.
Hon tog OS-guld i damernas lättvikt i samband med de olympiska judotävlingarna 2008 i Peking.